# Període de la ceràmica Chulmun

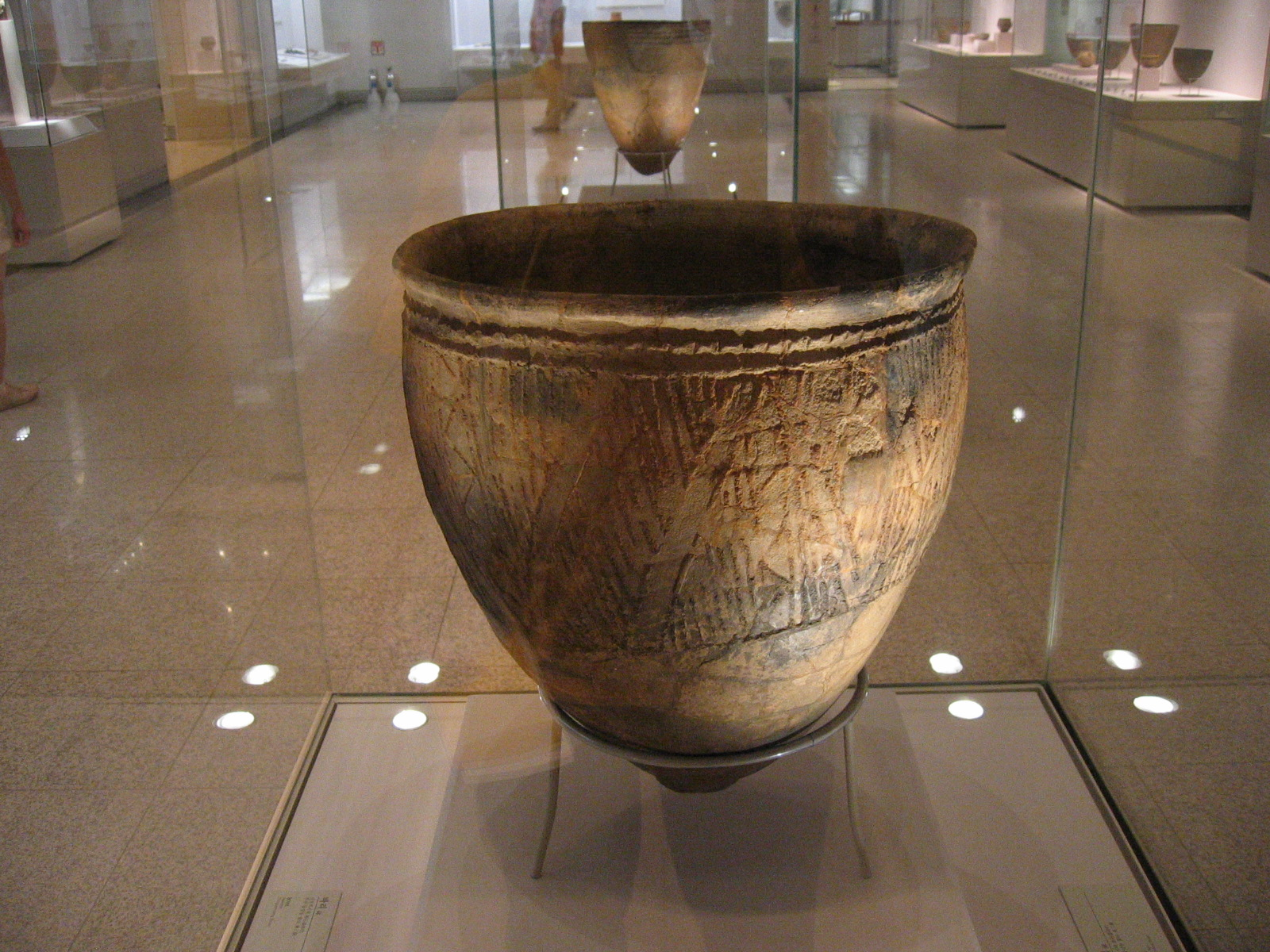
Vas de terracota. Decoració en relleu aplicat. Chulmun, fase 2 (5000-4000 ae). Descobert a Busan [Pusan], costa sud-est. Museu nacional de Corea

El període de la ceràmica Chulmun (즐문, Jeulmun segons la romanització revisada: «ceràmica a la pinta») és un període de la Corea prehistòrica, que abasta aproximadament del 8000 al 1500 ae. Com la resta d'Àsia del Nord-est, fou una de les regions més antigues a fabricar recipients de ceràmica. Es considera del Neolític coreà, però en difereix per l'absència d'agricultura intensiva, perquè l'alimentació es basava en la pesca, la caça i la recol·lecció (de marisc, mol·luscs marins, en particular). El cultiu del mill, però, està testificat en diversos llocs: el panís (setaria italica), entre d'altres, constituïa una aportació nutricional secundària.
El començament d'aquest període està marcat per l'ascens del nivell de la mar causat pel final de l'era glacial: del 8000 al 4000 ae, la mar puja 3 m i n'arriba al nivell actual, que acabà fent de Corea una península, Un fenomen que ha afectat particularment les zones planes de la mar Groga i l'estret de Corea. Els establiments costaners podrien haver-se negat progressivament, a mesura que retrocedien davant la pujada de les aigües.

## La cultura Chulmun i el seu estudi actual
Hi havia al 2015, 871 jaciments Chulmun (entre 8000 i 1500 ae) en tota la península, dels quals 222 han estat excavats, 148 a Corea del Nord (120.000 km²) i 723 a Corea del Sud (100.000 km²). Aquesta diferència reflecteix probablement la desigualtat en el nombre d'excavacions arqueològiques en aquests estats.
Els jaciments excavats es reparteixen en tres categories: els monticles de petxines amb grups de llars, estructures de pedres apilades o semienterrades, i finalment instal·lacions en habitatges semienterrats. En molts jaciments es descobriren munts de petxines marines fossilitzades, la qual cosa planteja un problema, perquè alguns es consideren llocs de residència estacionals, tot i que molt pocs n'estiguen associats a construccions habitacionals semienterrades.
Durant la llarga durada d'aquest període la població augmentà, però els habitatges que han quedat són molt menuts (sovint, entre una i cinc cambres) a part d'alguns molt escassos pobles de més grandària (entre 24 i 66 habitacions, per a la fase 3, de màxim desenvolupament), fet que no exclou que aquests assentaments grans s'hi donaren perquè les poblacions es reagruparen de manera estacional o periòdica, per a ritus, festes i competicions.
No s'hi veuen signes de diferenciació social jeràrquica. En canvi, durant la fase d'expansió de la ceràmica anomenada de la pinta (4000- 3000 ae) es pot percebre certes diferències socials «horitzontals», a les cambres. Però podrien ser llocs de reagrupament per gènere, o ocasional-estacional. A diferència de les representacions admeses fins al 2012, no es constata el sorgiment de cap elit entre 2500 i 1500 ae. Al contrari, la població no parà de decréixer i desaparegué en aquesta època, senyal de diferenciació social. L'edat del bronze apareix com la continuació lògica del període Chulmun.

## Cronologia
- La ceràmica Chulmun, pròpiament dita, és «a la pinta», i es difongué i dominà aquelles que l'havien precedit cap a l'any 3500 ae. La seua presència ha permès anomenar aquest període antic, però la producció de ceràmica no es limità, de fet, a la ceràmica «a la pinta». Les cronologies tradicionals recolzen en les distintes produccions de ceràmica, però això planteja problemes. Així, el període Chulmun mitjà pot referir-se a seqüències temporals diferents, del 4500-3500, 4000-3000 o 3500-3000 ae, segons els investigadors i segons les zones considerades.[2] Ara bé, en aquesta seqüència temporal tan àmplia, cal distingir diverses fases que permeten una aproximació més fàcil. Un estudi antropològic sobre habitatge publicat el 2015 revisa idees anteriorment admeses.[4] La cronologia d'aquest estudi, basada en la datació pel carboni 14 (i no sobre tipus de ceràmica), es distribueix en cinc fases:

### Fase 1: 8000-5000 ae
Les restes més antigues de terrissa gairebé es remunten entre 10000 i 7000 ae. Aquestes ceràmiques Chulmun arcaiques, de tipus Mumun-yang, les més antigues de Corea a data de 2015, es descobriren al jaciment de Kosan-ri [o Kosan-ni], a l'illa de Jeju-do en micròlits que indiquen una cultura del final del Paleolític. Els 10 habitatges estan semienterrats. Aquestes ceràmiques es trobaren també al jaciment d'Ojin-ri. No tenen decoració i descansen sobre un fons pla. Aquests llocs contenen també ceràmica de la fase següent, del tipus Yunggimun.
L'assentament de Kosan-ri és del 8000 ae, i presenta diverses fases, fins al 4000 ae, com tot el jaciment arqueològic de Munam-ri. Al de Kosan-ri la majoria dels 17 habitatges en pertanyen a les fases 2 i 3 (5000-3000 ae); un sol pertany a la fase 1. Ojin-ri es troba en uns abrics sota la roca.

### Fase 2: 5000-4000 ae

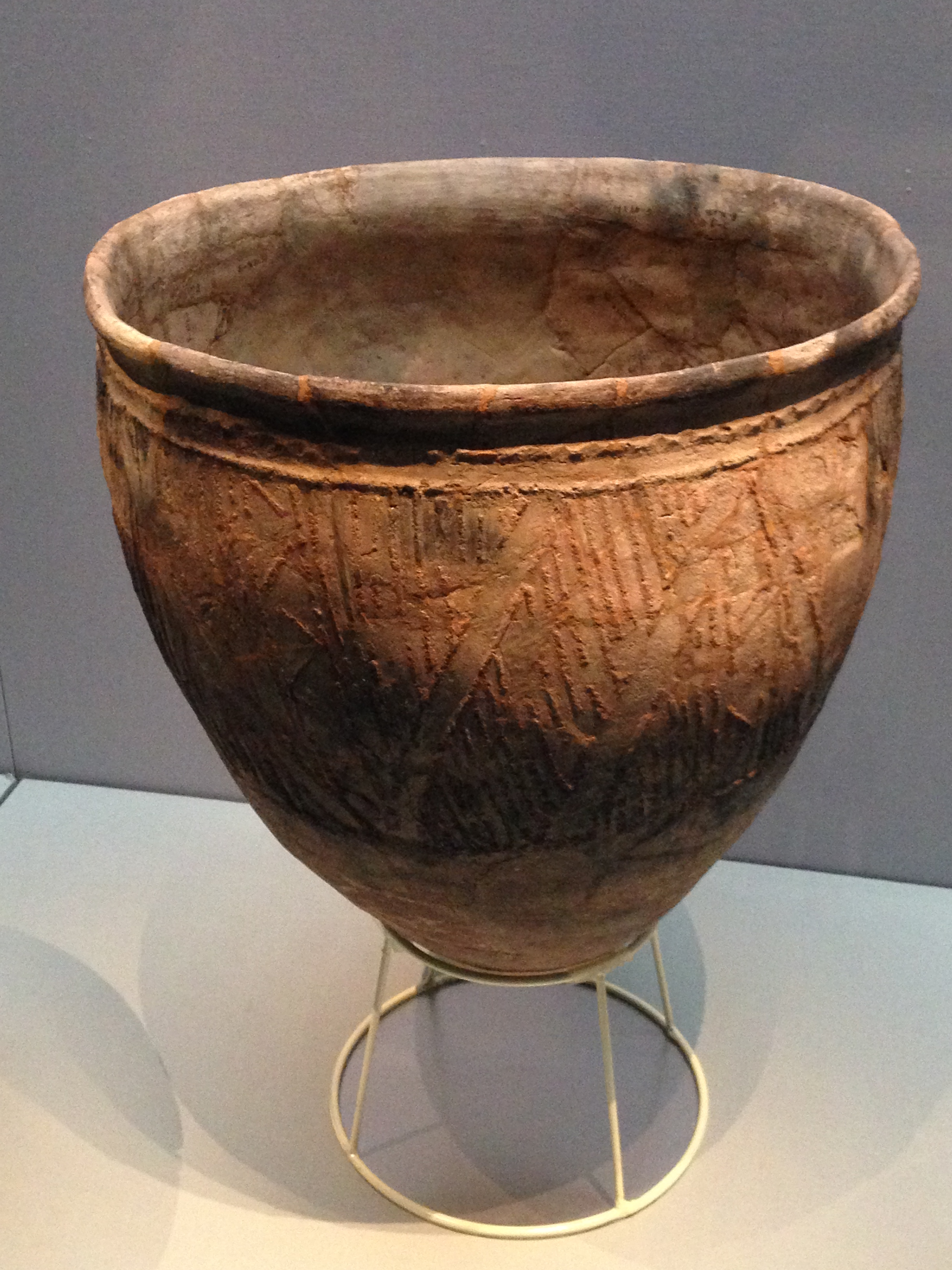
Vas de terracota. Decoració aplicada. 5000-4000 ae. Al jaciment de Busan [Pusan], costa sud-est. Museu Nacional de Corea

La ceràmica amb decoració en relleu es coneix com a Yunggimun. Prové de la costa est i sud de la península Coreana: Kosan-ri (d'on deriva el nom de tipologia «Gosen-ri» [o Kosan-ni]), Munam-ri (Goseong-gun, Gangwon-do), Dongsam-dong i Song-do (Yeosu). Aquesta ceràmica consta essencialment de bols de fons pla, decorats amb motius en relleu, repujats i pintats: recorden la ceràmica del període Jomon del Japó antic. El jaciment de Gosen-ri d'aquest període conté un altre tipus de ceràmica de fons pla, amb decoració als llavis dels vasos amb frisos amb petits punts, practicats amb punxó o estampació.
Els habitatges de la fase 2, que corresponen a Gosen-ri, Munam-ri, Song-do i Tongsam-do, són petites agrupacions utilitzades de manera intermitent. La més important, Gosen-ri, consta de 17 habitacions, de les quals 13 podrien pertànyer a aquesta fase. Es caracteritza per petits pobles semipermanents ubicats prop del litoral de Corea del Sud: al nord-est Munam-ri i Gosen-ri, al sud Tongsam-dong (Ubong-ri a la costa d'Ulsan) i Song-do. El llogaret constaria de cabanes redones semisoterrades cobertes amb teulades de brancatges, que albergaven quatre o cinc persones. Es practicaven la caça i la pesca i també s'explotava el marisc. S'ha trobat arròs fitòlit que data del 4300 ae dins de recipients.

### Fase 3: 4000-3000 ae

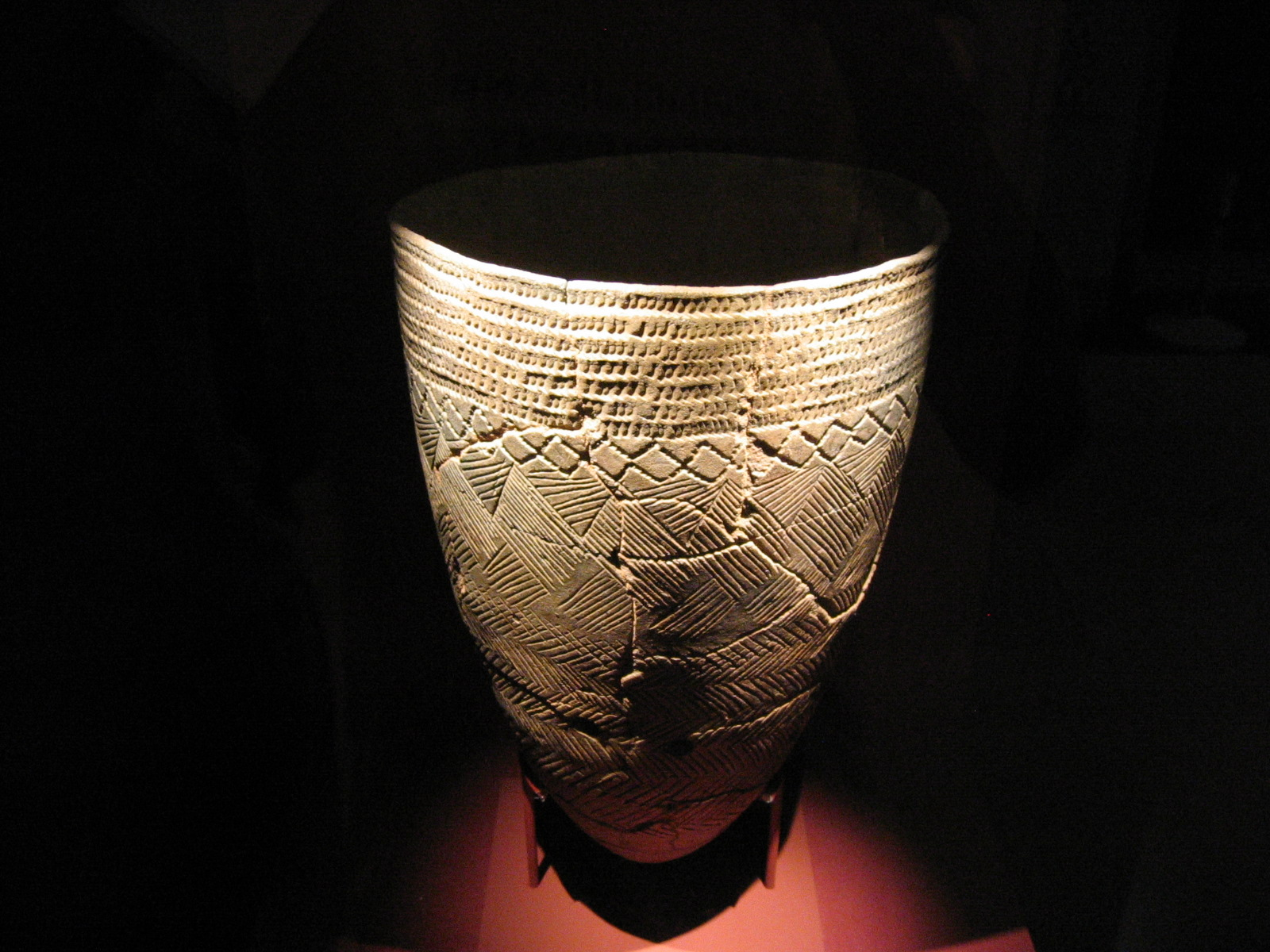
Vas de terracota. Estil clàssic de Chulmun amb decoració «a la pinta». Neolític mitjà. Museu Nacional de Corea

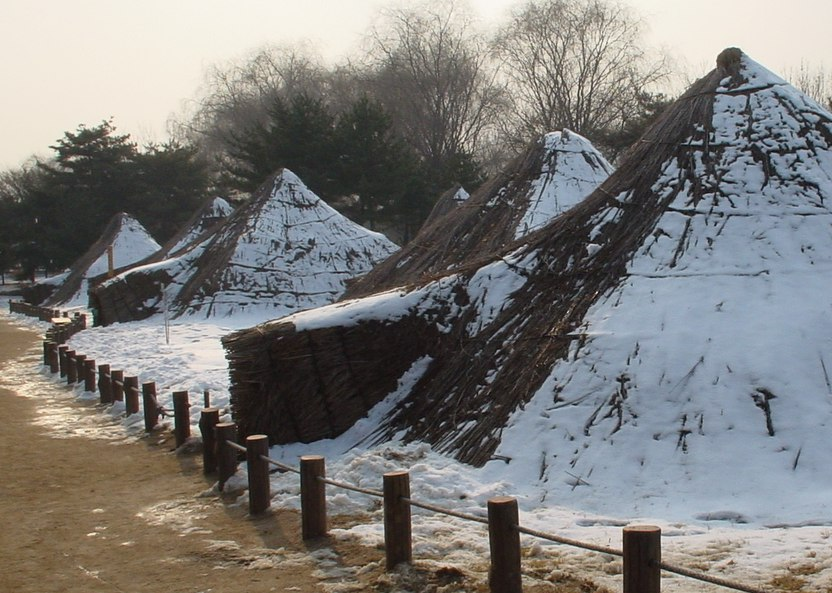
Fase 3: reconstrucció d'un assentament d'Amsa-dong (30 cabanes semienterrades)

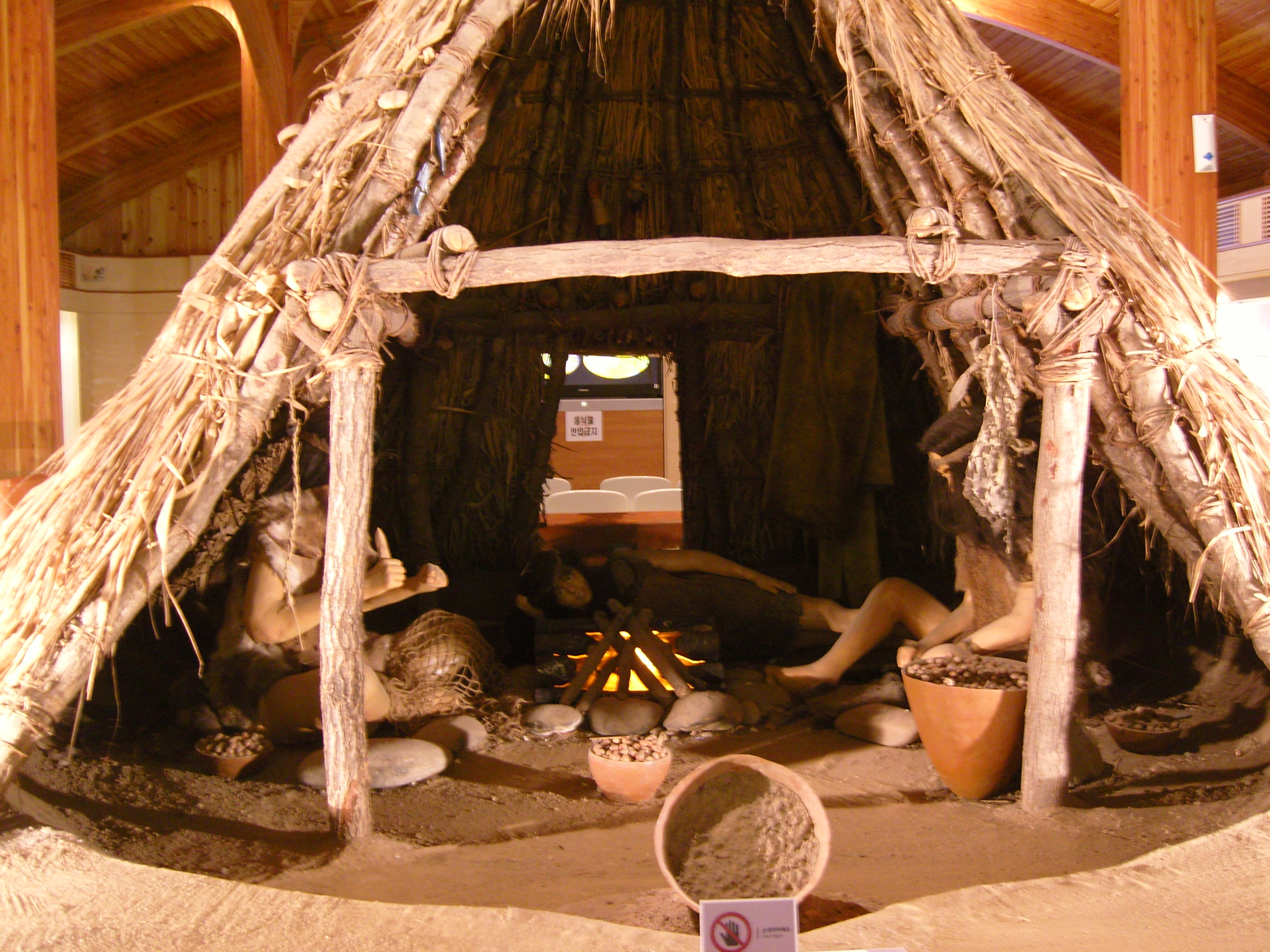
Reconstrucció d'una cabana semienterrada d'Amsa-dong

És la fase d'expansió de la ceràmica «a la pinta» (en coreà: chulmun togi, jeulmun togi o bitsalmuni togi) apareix en vasos de base plana una decoració amb traços incisos paral·lels (nord-est i est de Corea) i en peces ceràmiques amb base punxeguda (nord-oest, centre-oest i sud). En aquest tipus de vasos de l'oest central se'n distingeixen dos tipus: els que tenen un sol motiu decoratiu, i els que en mostren diversos, com a Amsa-dong. Aquest tipus de ceràmica es troba al nord-est de la Xina i també en tota Euràsia (per exemple, en la cultura de la ceràmica de la pinta al nord-est de l'Europa neolítica.
Durant la fase 4000-3000 ae apareixen altres indicis de neolític: el conreu del mill està testificat en diversos llogarets del període Chulmun. S'ha trobat mill d'ocells (setaria italica) i mill comú (panicum miliaceum). S'hi descobrí un camp dedicat al cultiu de l'arròs en terreny no inundat. Però el territori llavors estava poc poblat i la inversió en l'extensió de camps era molt reduïda. Açò explica que les petites comunitats que s'incrementaren una mica estigueren sistemàticament fragmentades i disperses. Cap jerarquia social va sorgir durant aquest llarg període de la prehistòria de Corea.
Els principals jaciments coneguts són Amsa-dong a Seül, Sopohang (Rasŏn), Gado (Jeollabuk-do), Gosen-ri (Gangwon-do), Sejuk-ri (Ulsan) i Dongsam-dong a Busan.

### Fase 4: 3000-2000 ae
Aquest període s'estén del 3000 al 2000 ae. La dieta es basava en la caça i la pesca a la mar, com ho demostra els nombrosos kokkenmodding (monticle de closques i petxines). Hi havia, però, agricultura i s'han trobat eines agrícoles de pedra i restes de plantes carbonitzades. La ceràmica es decorava amb línies corbes.
El nombre d'assentaments disminuí molt i estaven menys dispersos. La majoria n'eren més petits i el nombre de cabanes era d'una mitjana inferior a 5, mentre que els més grans assoliren fins a 38 habitatges.

### Fase 5: 2000-1500 ae
El Chulmun tardà (2000 a 1500 ae) baixà en el consum de marisc i reforçà les instal·lacions als territoris de l'interior, fet que convertí la població en més dependent dels conreus. Entre altres tècniques, es posà en pràctica l'agricultura itinerant sobre terrenys desboscats amb foc. Aquests indicis permeten assegurar que el cultiu de l'arròs començà a difondre's a la conca del riu Han.
Kim Jangsuk suggerí que aquests grups de caçadors recol·lectors agricultors haurien estat expulsats a poc a poc del seu territori, cap al sud, per una nova població migrant, que practicava una agricultura itinerant més eficaç i portadora de la cultura del període de la ceràmica Mumun (no decorada). Però aquesta opinió és discutida per un estudi recent de les ceràmiques Chulmun tardanes, que evidencien una lenta evolució interna cap als caràcters de la ceràmica Mumu: potser no n'hi hagué cap «invasió», l'evolució s'hauria produït localment.

## Avenir de la recerca
El començament d'aquest període està marcat per l'ascens del nivell de la mar causat pel final de les glaciacions. Del 8000 al 4000 ae, la mar apujà 30 m; n'assolí el nivell actual i transformà Corea en una península, fenomen que afectà sobretot les zones de la plana de la mar Groga i de l'estret de Corea. Els establiments costaners es negaren progressivament, a mesura que retrocedien davant la pujada de les aigües. També, en l'avenir, el desenvolupament de l'arqueologia submarina i de les tècniques d'excavació permetrà renovar radicalment els coneixements de la prehistòria de la cultura Chulmun, molt probablement, implantada a les costes que hui són negades.